# Амбитус (музыка)
А́мбитус (лат. ambitus — обход) — категория модального лада, обозначающая совокупность всех звуков мелодии, расстояние от высшего до низшего её тонов, то есть её объём. Значение амбитуса раскрывается во взаимодействии с месторасположением в нём важнейших модальных функций — финалиса и тенора. Термин применяется преимущественно по отношению к западной церковной монодии, а также по отношению к западному многоголосию IX—XVI веков, в исследованиях старомодальной гармонии (в этом случае говорят о гармоническом амбитусе, то есть объёме созвучий).
Термин ambitus систематически употребляется в музыкально-теоретических трактатах начиная с эпохи раннего Возрождения, то есть примерно через пятьсот лет после появления первых теорий церковных тонов (модусов); впервые зарегистрирован в анонимном трактате середины XIV века:
| Summula musicaе Guidonis                                                                                                  | Краткий свод Гвидоновой музыки |
| --- | --- |
| Sciendum est ergo, quod ambitus est distantia sive proprium spatium, quod regula unicuique tono in scala musica indulget. | Итак, следует знать, что амбитус — это расстояние или надлежащее пространство, которое правило выделяет для каждого [церковного] тона в музыкальном звукоряде. |